# Church Mission Society
Die Church Mission Society (CMS), auch als Kirchliche Missionsgesellschaft bekannt (in Australien und Neuseeland Church Missionary Society), ist ein Verband evangelistischer Gesellschaften, die mit der Anglikanischen Kirche und anderen protestantischen Christen weltweit zusammenarbeitet. Seit ihrer Gründung im Jahr 1799 hat die CMS über neuntausend Männer und Frauen in ihren missionarischen Dienst gezogen.

## Church Mission Society, Großbritannien
Am 1. Februar 2007 dienten 186 Missionare bei der CMS in Afrika, Asien, Europa und dem Nahen Osten. Die Gesellschaft unterstützte 704 Mitarbeiter, eingeschlossen Teilnehmer an Austauschprogrammen und Studienpartner. Missionsprojekte werden in über 50 Ländern betrieben, wobei das Jahresbudget von annähernd 9 Millionen Pfund vornehmlich durch Spenden von Einzelpersonen und Gemeinden aufgebracht wird, ergänzt durch Investitionen, die in der Vergangenheit getätigt wurden.
Die Gesellschaft für Missionen in Afrika und im Osten, wie die Organisation zunächst nannte, konstituierte sich am 12. April 1799 während einer Versammlung der Eclectic Society, die durch Mitglieder der sogenannten Clapham-Sekte, darunter Henry Thornton und William Wilberforce verstärkt wurde. Wilberforce, der es ablehnte den Vorsitz der Organisation zu übernehmen, wurde zum Vizepräsidenten ernannt. Präsident wurde dagegen der Bibelkommentator Thomas Scott. Er übergab seinen Posten 1803 an Josiah Pratt, der für die folgenden 21 Jahre den Vorsitz führte und die treibende Kraft des Anfangs war. Die ersten Missionare kamen von der evangelischen Kirche in Württemberg. Sie waren am Berliner Theologischen Seminar ausgebildet worden und gingen 1804 in den Dienst. 1812 wurde die Gesellschaft in Church Missionary Society for Africa and the East umbenannt und die ersten englischen Geistlichen zogen 1815 aus.
Von 1825 an konzentrierte sich die Gesellschaft im Mittelmeerraum auf die Koptische Kirche und ihre Tochter, die Äthiopische Kirche, was unter anderem eine Bibelübersetzung in das Amharische unter der Leitung von William Jowett beinhaltete. 1827 wurden die beiden Missionare Samuel Gobat und Christian Kugler nach Äthiopien gesandt.
Als die theologische Position der Gesellschaft zu Beginn des 20. Jahrhunderts unter der Führung von Eugene Stock sich in eine liberale Richtung zu bewegen begann, gab es Debatten darüber, ob es eine dogmatische Prüfung für Missionare geben solle, um die ursprüngliche Theologie der CMS zu bewahren. 1922 spaltete sich die Gesellschaft. Der liberale Flügel behielt die Kontrolle über die Zentrale der CMS, während der konservative Flügel die Bible Churchmen's Missionary Society (BCMS) gründete.
Bedeutende Vorsitzende der CMS waren Ende des 20. Jahrhunderts Max Warren und John Vernon Taylor. Herausragend war der Beitrag, den die CMS in Kerala, den indischen Bundesstaat mit der höchsten Alphabetisierungsrate geleistet hat. Viele Colleges und Schulen in Kerala und Tamil Nadu tragen heute noch das CMS in ihrem Namen. Das CMS College in Kottayam war eine der Pionierschulen in Indien, die höhere Bildung einer breiteren Bevölkerungsschicht zugänglich machten (der frühere indische Präsident K. R. Narayanan besuchte zum Beispiel dieses College).
Im Juni 2007 verlagerte die CMS in Großbritannien erstmals ihre Zentrale nach außerhalb von London. Sie befindet sich jetzt in Oxford. Das Archiv der CMS ist in der University of Birmingham untergebracht.

## Church Missionary Society, Australien
Die britische CMS begann ihre Aktivitäten in Sydney im Jahre 1825 mit dem Ziel, das Evangelium unter den Aborigines, den australischen Ureinwohnern zu verkünden. 1830 erreichten die ersten Missionare den Kontinent. Sie errichteten eine Missionsstation in Wellington Valley. Bevor die CMS ihre Arbeit im Jahre 1842 unterbrach, waren drei Aborigines getauft worden. CMS-Gesellschaften wurden in ganz Australien gegründet und der erste Missionar, der von der australischen CMS gesponsert wurde, reiste 1888 nach Ceylon. Die Organisation, die heute als CMS-Australien bekannt ist, wurde 1916 gegründet, als sich mehrere CMS-Gesellschaften zu einer nationalen Organisation zusammenschlossen. Zu dieser Zeit sandte die CMS Missionare in viele Länder, darunter die Republik China, Britisch-Indien, Palästina und Iran. Seit 1927 konzentrierte sich die australische CMS dann auf Nordaustralien, und Tanganjika (heute Tansania). Heute ist die CMS-Australien die größte Missionsorganisation weltweit, mit 160 Missionaren, die in 33 Ländern arbeiten.

## Church Missionary Society Neuseeland

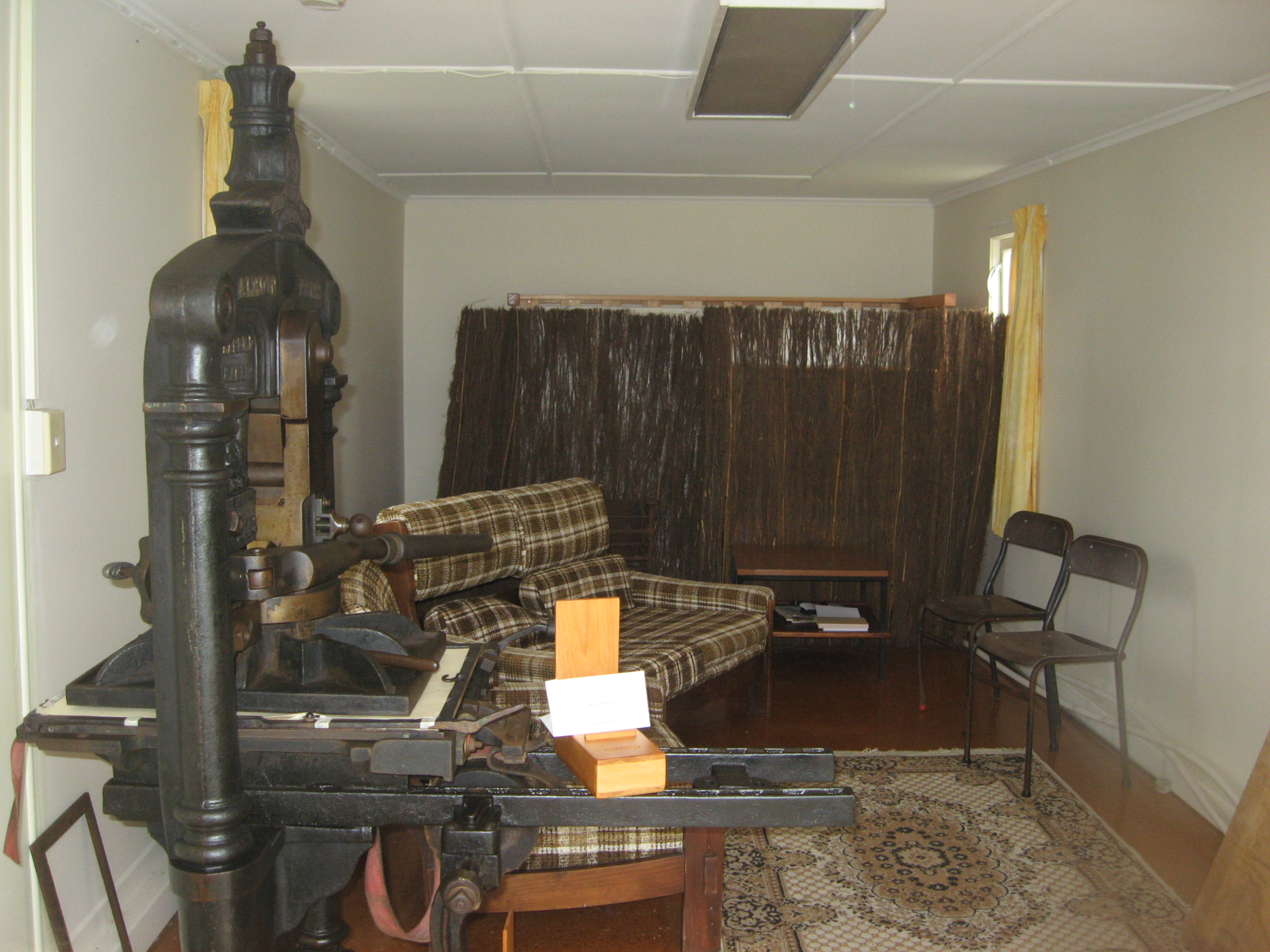
Eine Druckerpresse im ‘Haven of History’, einer Rekonstruction der Church Missionary Society Missionsstation in Paihia, mit einer Presse wie sie William Colenso benutzte.

Im Jahr 1820 zelebrierte Reverend Samuel Marsden den ersten Weihnachtsgottesdienst auf Neuseeland, auf Ohihi Bay in der Bay of Islands. Ein Jahr zuvor hatte der CMS Missionar Thomas Kendall einen Kriegshäuptling der Māori, Hongi Hika, nach London gebracht, was für eine kleine Sensation sorgte. Die CMS finanzierte ihre Aktivitäten durch Handel, den Handel mit Gewehren eingeschlossen, was einen erheblichen Beitrag in den so genannten Musketenkriegen leistete. Nahe der traditionellen Walfangstätte in Kerikeri errichtete die CMS ihre erste Missionsstation und eine Farm, die Te Waimate mission, aber es gelang bis zum Tode Hongi Hikas im Jahre 1830 nicht, auch nur einen einzigen Maori zu bekehren.
In der Überzeugung, dass die Europäer ihre Kultur den Maori nahebringen sollten, sowie in Erwägung der gesetzlosen Zustände in Kororāreka, sowie der vielen Toten in den Musketenkriegen, nutzte die CMS ihren Einfluss um eine Annexion Neuseelands durch Großbritannien zu erreichen. Dies wurde vollzogen im Jahr 1840 durch den Vertrag von Waitangi. Konsequenterweise fand die Unterzeichnung des Vertrages im CMS Mission House in Kerikeri statt, dem ältesten europäischen Gebäude in Neuseeland.

## Publikationen
Seit 1830 gab die CMS den Church Missionary Record heraus. Er bestand mehrheitlich aus zusammengefassten Briefausschnitten, die zudem eingeleitet wurden. Essays zu grundsätzlichen Fragen gab es nur selten, da meistens kurze Informationen und Geschichten zu den entsprechenden Missionfeldern die Briefausschnitte einführten. Grundsatzthemen wie Missionsstrategie, Kolonialpolitik und Sklaverei wurden teilweise im Rahmen der Briefe angeschnitten. Das Organ der CMS hatte ein breites soziales Publikum, das zudem den anglikanischen Klerus anzusprechen versuchte.